# 西班牙洲際銀行

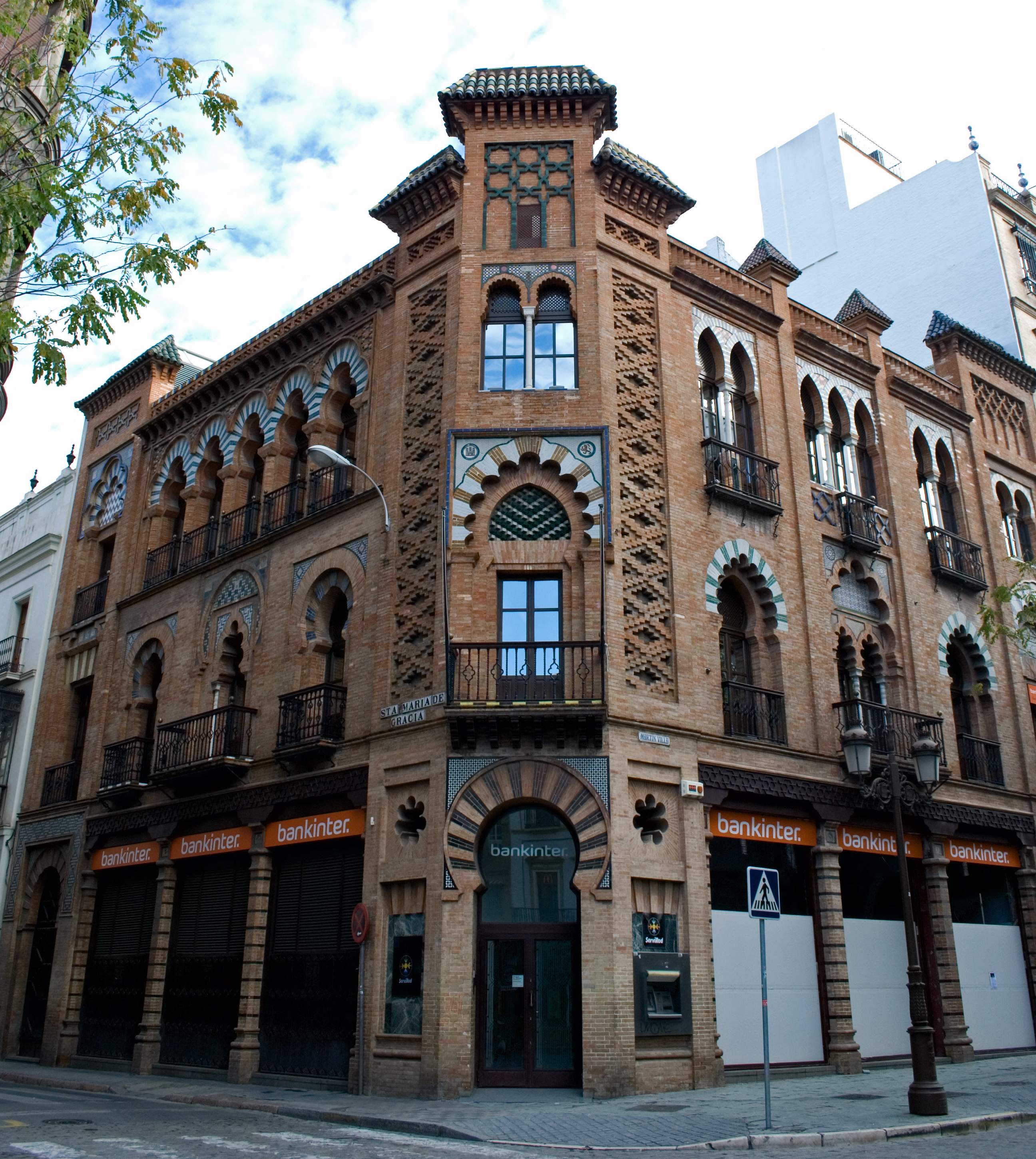
位於塞維利亞的銀行大樓

西班牙洲际银行（Bankinter, S.A.，西班牙語發音：[baŋˈkinter]，原稱：Banco Intercontinental Español）是一家西班牙商業銀行。2007年成為西班牙第六大上市銀行集團。
該銀行最大的單個股東是法國農業信貸銀行，2007年末開始持有該公司20%的股份。

## 歷史
1965年，桑坦德銀行和美國銀行合資成立BankInter，但現在二者都不是該公司的股東了。1972年完全獨立，並在馬德里證券交易所上市。

## 外部連結
- 官方网站